# Peter von Andlau
Peter von Andlau (Peter de Andlau) (Andlau, 1420 k. – Bázel, 1480. március 5.) elzászi származású jogász, heraldikai író.

## Élete
Valószínűleg nem volt tagja a hasonló nevű német nemesi családnak. 1439-ben a Heidelbergi Egyetemen, majd 1443-tól a Paviai Egyetemen kánonjogot tanult. 1450-től a bázeli katedrális káplánja, majd Elzászban a lautenbachi Szent Mihály-templom prépostja és colmari kanonok. Tevékenyen részt vett a Bázeli Egyetem megalapításában, melynek anyakönyveiben mint doktor szerepel (1460). Haláláig ő volt az egyetem első alkancellárja, 1471-ben rektora és három ízben a jogi tanszék vezetője. A kánonjog első rendes és a római jog második egyetemi tanára Bázelben. Noha nem tartozott a humanista jogi iskolához, de hatással volt rá a reneszánsz. Két traktátusa tette híressé: Libellus de Cesarea Monarchia (1460) és Tractatus of canonicorum saecularium vita (1470). A Római Szentbirodalom közjogával foglalkozik és később három új kiadása is megjelent kommentárokkal kiegészítve (az első 1603-ban). Paul Laband 1880-as strassbourgi előadásában a művet egy új jogi irányzat kialakulásának kezdeteként jellemezte. Az első művek közé tartozott, mely a birodalom jogtörténetével foglalkozott. Szerzője a német közjog megalapozójának tekinthető.
De imperio Romano-Germanico (1460) című művére Bartolo de Sassoferrato volt nagy hatással.

## Kiadott műve
- Hürbin, J. szerk., Der Libellus de Cesarea Monarchia von Hermann Peter aus Andlau. In: ZRG GA, 12, 1891, 34–103;13, 1892, 163–219